# SS-Oberführer

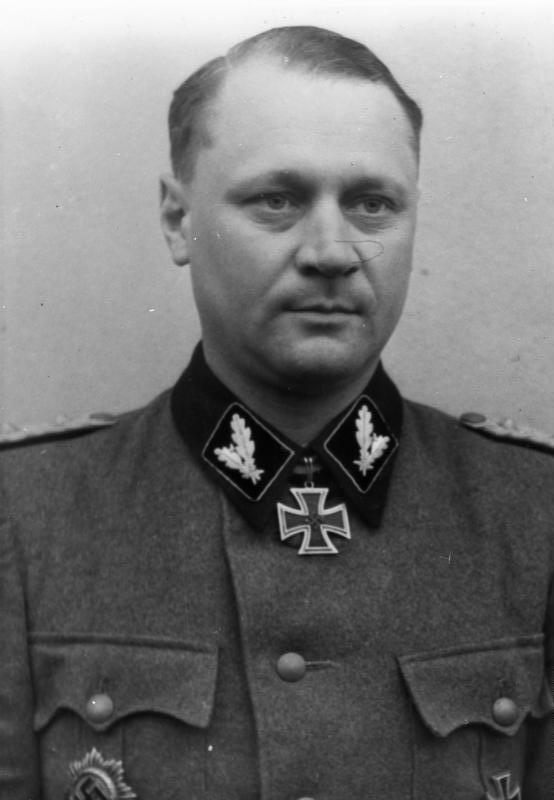
Joachim Rumohr, als Oberführer der Waffen-SS, Tragevariante der Kragenspiegel auf Stehumfallkragen

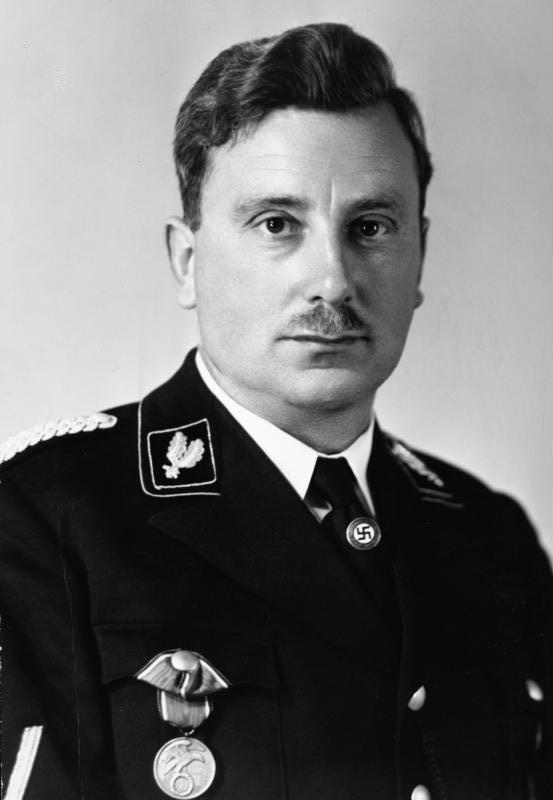
Emil Maurice, Tragevariante der Kragenspiegel auf Reverskragen

SS-Oberführer (kurz: Oberf; Ansprache: Oberführer) war im Deutschen Reich ein Stabsoffiziersrang der Schutzstaffel (SS), rangmäßig zwischen dem SS-Standartenführer bzw. dem Obersten und dem SS-Brigadeführer bzw. den Generalsrängen einzuordnen. Dieser SS-Dienstgrad wies keine militärische Entsprechung auf; vielmehr entsprach er dem eines dienstälteren Obersten, der berechtigt war, die silbergrauen Aufschläge und die Aluminium-Mützen-Paspelierung eines SS-Generals zu tragen, indes er aber noch die Schulterstücke eines Obersten aufwies.

## Rangfolge und Insignien
Dieser SS-Rang war dem SA-Oberführer gleichgestellt. Der Oberführer rangierte zwischen dem Generalmajor und dem Oberst der Wehrmacht. In der Kriegsmarine entsprach ihm der dort 1939 eingeführte Dienstgrad Kommodore. In Heer und Luftwaffe existierte kein vergleichbarer Rang. Auf den Kragenspiegeln führte der SS-Oberführer zwei silberne Eichenlaubblätter auf schwarzer Tuchunterlage, bei der Waffen-SS zusätzlich die Schulterstücke eines Obersten. Bei der Ordnungspolizei wurde ab August 1942 zwischen dem SS-Oberführer und Oberst der Polizei und dem rangniederen Oberst der Schutzpolizei (bzw. der Gendarmerie, der Feuerschutzpolizei usw.) unterschieden. Zeitgleich ersetzen bei ersterem neue Kragenspiegel nach SS-Muster, doch mit goldenem Eichenlaub auf grünem Grundtuch, die bisherigen Kapellenlitzen.
Bis Kriegsende 1945 wies die Schutzstaffel insgesamt 276 SS-Oberführer auf.
Die Abbildungen zeigen die Rangabzeichen in Form von Schulterstücken und Kragenspiegeln sowie als Ärmelabzeichen auf dem Tarn- oder Spezialanzug. Die spiegelgleichen Kragenspiegel mit dem Rangabzeichen wurden an der feldgrauen Uniformjacke der Waffen-SS oder der grauen Feldbluse getragen. Die Unterlage der Schulterstücke war in der für Offiziere der Waffen-SS festgelegten Waffenfarbe gehalten.
| Dienstgrad                     |                       |                         |
| niedriger: SS-Standartenführer | SS-Oberführer (Oberf) | höher: SS-Brigadeführer |

Rangabzeichen SS-Oberführer der Waffen-SS
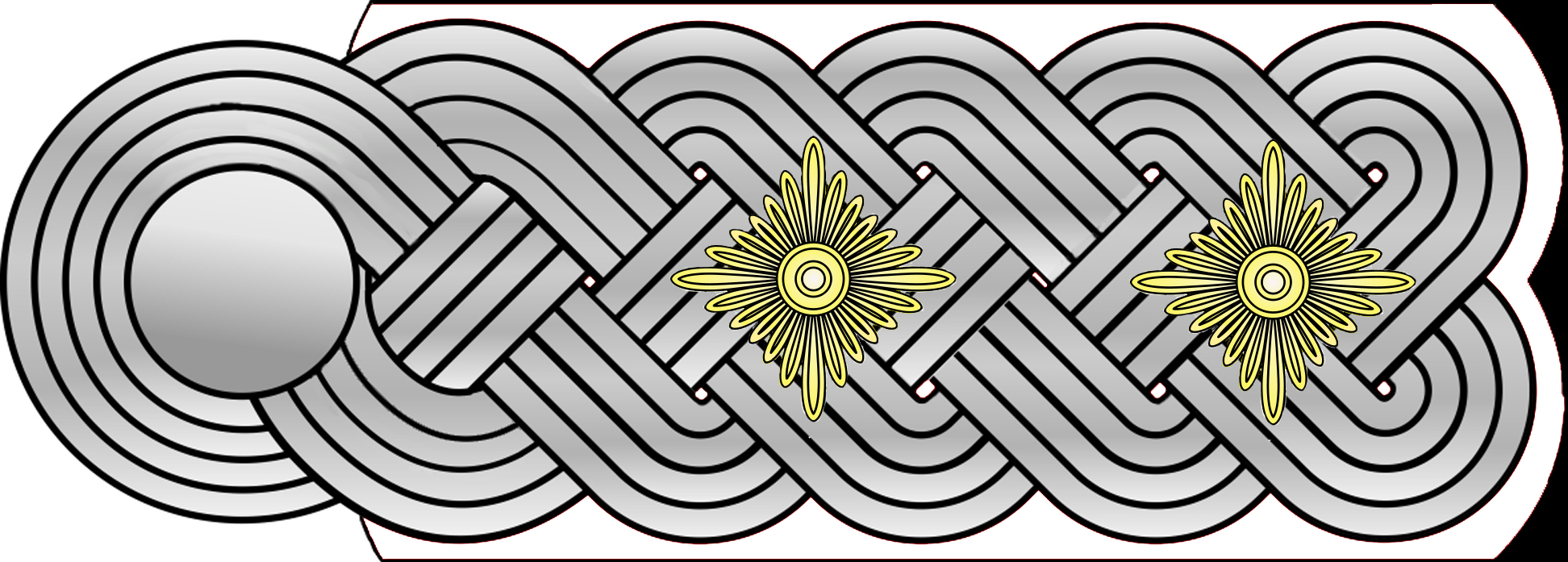
Schulterstück (Waffenfarbe Weiß: Infanterie)
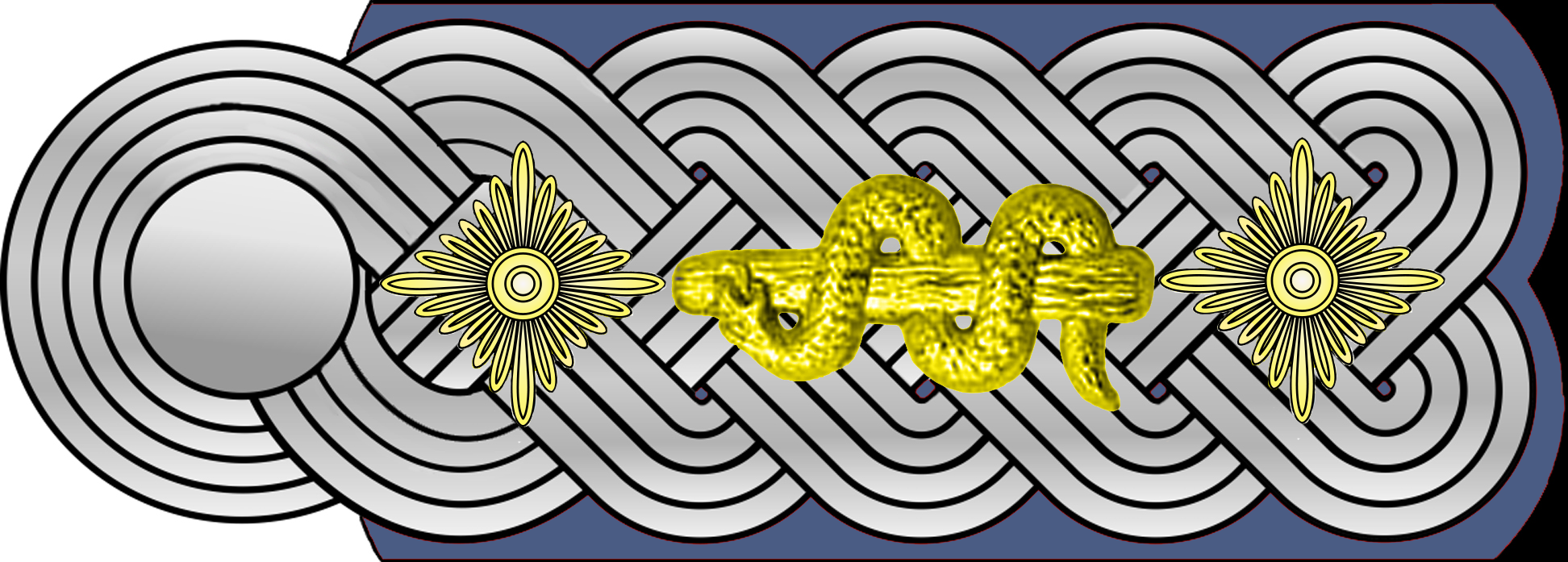
Schulterstück (Waffenfarbe Kornblumenblau: Sanitätstruppe)
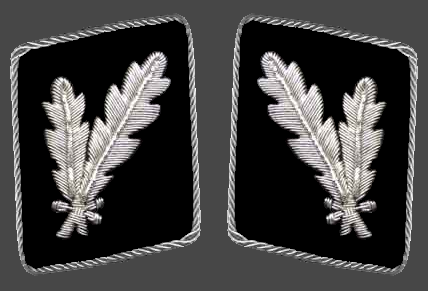
Kragenspiegel
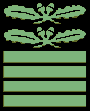
Ärmelabzeichen Tarnanzug